# Mormonia piatrix
Mormonia piatrix là một loài bướm đêm trong họ Noctuidae.